# نورد تروندلاگ

موقعیت نورد تروندلاگ در نروژ

 (به نروژی: Nord-Trøndelag) یکی از استان‌های نروژ است که در بخش شمالی منطقه تروندلاگ واقع شده است. در سال ۲۰۱۰ این استان دارای ۱۳۱٫۵۵۵ نفر جمعیت بود که از این لحاظ چهارمین استان پرجمعیت نروژ می‌باشد.